# Veurne-Ambacht
Veurne-Ambacht is de naam voor de noordwestelijke hoek van de Belgische provincie West-Vlaanderen en van het vroegere gelijknamige burggraafschap. Het gebied wordt begrensd door de Noordzee in het noorden, de Franse grens in het westen, de IJzer, de Ieperlee en de Kemmelbeek in het oosten en in het zuiden de grenzen (van voor 1976) van de gemeenten Reninge, Oostvleteren, Westvleteren, Proven en Roesbrugge-Haringe. Het is een ruimer begrip dan Bachten de Kupe, daar Veurne-Ambacht nog verder zuidelijker gaat dan de IJzer. Het is een van de oudste ingepolderde gebieden van Europa.

## Geschiedenis

Kasselrijen in Vlaanderen circa 1680. Het gebied overspant Frans-Vlaanderen, Vlaanderen en Zeeuws-Vlaanderen

Het graafschap Vlaanderen werd in de 11e eeuw verdeeld in kasselrijen of burggraafschappen, die op hun beurt onderverdeeld waren in ambachten. Veurne-Ambacht maakte aanvankelijk deel uit van de kasselrij Sint-Omaars (nu in Frankrijk gelegen) maar werd een vijftigtal jaar later, in de late 11e eeuw, verheven tot zelfstandige kasselrij om zo een betere controle te kunnen uitoefenen over de streek. Veurne-Ambacht bleef als gerechtelijke en bestuurlijke entiteit bestaan tot de inlijving van Vlaanderen bij Frankrijk, in 1795.
De kasselrij Veurne vormde geen gesloten administratief en bestuurlijk geheel. De drie steden Lo, Nieuwpoort en Veurne zelf behoorden niet tot de kasselrij. In 1586 werd het stadbestuur van Veurne verenigd met dat van het gelijknamige burggraafschap. Nieuwpoort en Lo bleven zelfstandige steden.
Met Veurne-Ambacht wordt het gebied aangeduid van de 42 parochies die toen op bestuurlijk gebied rechtstreeks afhingen van de kasselrij. Sommige parochies vormden met een naburige parochie, waaruit ze ontstaan waren, een ammanie. Daardoor telde de kasselrij maar 38 ammanieën. Deze werden verdeeld over twee vierscharen.
De Noordvierschaar omvatte de parochies van
- Adinkerke, nu gemeente De Panne;
- Avekapelle, Booitshoeke en 's Heerwillemskapelle, Beoosterpoort, Bewesterpoort, Bulskamp, Eggewaartskapelle, Houtem, Wulveringem, Steenkerke en Sint-Walburga, nu stad Veurne;
- Izenberge en Leisele, nu gemeente Alveringem;
- Oostduinkerke, Koksijde en Wulpen, nu gemeente Koksijde;
- Pervijze, nu stad Diksmuide;
- Ramskapelle en Sint-Joris, nu stad Nieuwpoort.

De Zuidvierschaar strekte zich uit over
- Alveringem, Beveren, Gijverinkhove, Oeren, Sint-Rijkers en Stavele, nu gemeente Alveringem;
- Haringe, Krombeke, Roesbrugge en Proven, nu stad Poperinge;
- Kaaskerke, Lampernisse, Oostkerke, Oudekapelle en Stuivekenskerke, nu stad Diksmuide;
- de parochie van Lo, Pollinkhove en Reninge, nu stad Lo-Reninge;
- Oostvleteren en Westvleteren, nu gemeente Vleteren;
- Zoutenaaie en Vinkem, nu stad Veurne.

Daarnaast lagen er binnen Veurne-Ambacht een aantal heerlijkheden verspreid die geen deel uitmaakten van de kasselrij. Deze acht parochies Elverdinge, Loker, Noordschote, Reningelst, Vlamertinge, Watou, Woesten en Zuidschote, werden in 1759 samengebracht onder een aparte entiteit, de Generaliteit der acht verenigde parochies en takken. Tot dan waren het semi-zelfstandige parochies die vooral fiscaal en militair aan de kasselrij Veurne moesten bijdragen.

## Landschap
Het gebied toont drie verschillende landschappen:
- Het Blote: vlak en laaggelegen polders van de IJzer die ontstonden door het inpolderen van schorlanden vanaf de 12e eeuw. In Avekapelle en Zoutenaaie zijn er nog delen van de oude zeedijken te zien.
- De Moeren: het gebied ligt 3 tot 4 m onder de zeespiegel. Het gebied bleef tot de 17e eeuw zompig en moerassig door het afgraven van veen. In de 17e eeuw begon Coeberger het gebied droog te leggen via de aanleg van rechte sloten die het overtollig water afvoerden naar gemalen die het overpompen naar een ringslot dat rond de Moeren loopt. Het systeem houdt het gebied nog steeds droog. Akkerbouw wordt hier het meest aangetroffen.
- Het Houtland: is hoger gelegen (5 m boven de zeespiegel), zandiger en meer begroeid.

Veurne-Ambacht heeft zijn natuurschoon voor een groot deel behouden. Je vindt er fiets- en wandelpaden, oude hoeven, kleine steden en dorpen. De streek telde vroeger veel molens, enkele exemplaren hebben de industrialisering, het natuur- en oorlogsgeweld overleefd.